# Coppa San Geo 2009
La Coppa San Geo 2009, ottantacinquesima edizione della corsa e valida come evento dell'UCI Europe Tour 2009 categoria 1.2, si svolse il 21 febbraio 2009 su un percorso di 145 km. Fu vinta dall'italiano Davide Cimolai che giunse al traguardo con il tempo di 3h40'00", alla media di 39,545 km/h.

## Ordine d'arrivo (Top 10)
| Pos. | Corridore          | Squadra        | Tempo    |
| ---- | ------------------ | -------------- | -------- |
| 1    | Davide Cimolai     | Marchiol       | 3h40'00" |
| 2    | Maciej Paterski    | Marchiol       | s.t.     |
| 3    | Salvatore Mancuso  | Arvedi         | s.t.     |
| 4    | Paolo Locatelli    | De Nardi-Daigo | s.t.     |
| 5    | Nicola Boem        | Marchiol       | s.t.     |
| 6    | Andrea Pasqualon   | Zalf-Désirée   | a 5"     |
| 7    | Daniele Ladeghieri | De Nardi-Daigo | s.t.     |
| 8    | Massimo Graziato   | Bottoli        | s.t.     |
| 9    | Damiano Margutti   | Podenzano      | s.t.     |
| 10   | Vid Ogris          | Loborika       | s.t.     |